# Göta trängregemente
| Till vänster Göta trängregementes vapen åren 1949–2007. Till höger Trängregementets vapen 2007–2020. |  | Till vänster Göta trängregementes vapen åren 1949–2007. Till höger Trängregementets vapen 2007–2020. |
| Till vänster Göta trängregementes vapen åren 1949–2007. Till höger Trängregementets vapen 2007–2020. |  | |

Göta trängregemente (T 2) är ett trängförband inom svenska armén som verkat i olika former sedan 1891. Förbandsledningen är förlagd i Skövde garnison i Skövde.

## Historia

### Bildandet
Regementet har sitt ursprung i Trängbataljonen, det första trängförbandet som sattes upp i Stockholm 1885. År 1891 delades bataljonen i två delar, vilka bildade Svea trängbataljon och Göta trängbataljon. Enligt 1892 års försvarsbeslut skulle Göta trängbataljon förläggas till Karlsborgs fästning. Den 12 maj 1892 förflyttades bataljonen från Stockholm till Karlsborg. I Vestgöta-Korrespondenten gick det att läsa "Göta trängbataljon passerade igår eftermiddag Skövde på väg från Stockholm till Karlsborg. Förtruppens räkning voro 9 extravagnar med nedgående dagsnälltåget. Truppen, som såg ung och hurtig ut, bestod av 11 officerare, 5 underofficerare och 65 man. Till hösten blir den fulltalig, indelad på två kompanier." Väl framme förlades bataljonen till den östra delen av slutvärnet, vid sidan av artillerister och ingenjörer.
Vid införandet av 1901 års härordning erhöll bataljonen namnet Första Göta trängkår och samtidigt påbörjades planeringen för en omlokalisering från Karlsborg till ett nytt kasernetablissement i endera Alingsås, Falköping eller Skövde. Beslutet föll 1902 på Skövde. Kåren bytte 1904 namn till Göta trängkår och förlades 1905 till Norrmalm i Skövde.

### Rang- och ordningsnummer
Den rangordning som hade fastställts i 1634 års regeringsform började halta och skapa luckor efter freden i Fredrikshamn den 17 september 1809, då Finland tillföll Ryssland och de svenska regementen i Finland upplöstes. Därmed fanns det ett behov med att skapa ett nytt system. Under kronprins Karl Johans tid infördes 1816 ett nytt numreringssystem, där de svenska regementena genom en generalorder den 26 mars 1816 tillfördes ett officiellt ordningsnummer. Till grund för numreringen låg inte bara ett regementes status, utan också de svenska landskapens inbördes ordning, samt att Svealand, Götaland och Norrland skulle varvas. De lägsta ordningsnumren tilldelades "liv- och hus- trupperna". Dessa nummer hade dock ingenting med rangordningen att göra, vilket bland annat framgår av gamla förteckningar där infanteri- och kavalleriförband är blandade just med hänsyn till rang och värdighet. När Göta trängkår bildades 1891 tilldelades kåren ordningsnumret № 2.
I samband med 1914 års härordning justerades 1914 samtliga ordningsnummer inom armén. För till exempel Göta trängkår innebar det att regementet blev tilldelad beteckningen T 2. Justeringen av beteckningen gjordes för att särskilja regementen och kårer mellan truppslagen. Det med bakgrund till att namn och nummer som till exempel № 3 Livregementets grenadjärkår och № 3 Livregementets husarkår kunde förefalla egendomliga för den som inte kände till att förbanden ifråga tillhörde skilda truppslag.

### 1948 års försvarsbeslut
Genom försvarsbeslutet 1948 beslutade riksdagen att avveckla Tygtrupperna och Intendenturtrupperna som truppslag. De ingående förbanden i truppslagen uppgick mellan åren 1948–1951 i Trängtrupperna. Den 1 januari 1949 tillkom Andra tygkompaniet (Tyg 2) och den 1 januari 1951 tillkom Andra intendenturkompaniet (Int 2). Genom den omorganisationen upphöjdes kåren från den 1 juli 1949 till regemente och tilldelades namnet Göta trängregemente (T 2).

### OLLI-reformen
I samband med OLLI-reformen vilken genomfördes inom försvaret åren 1973–1975, sammanslogs Skaraborgs regemente (P 4) med Skaraborgs försvarsområde (Fo 35) och bildade 1974 försvarsområdesregemente P 4/Fo 35. Detta medförde att Göta trängregemente som ingick i Skaraborgs försvarsområde kom att bli ett B-förband (utbildningsregemente) och dess mobiliserings- och materialansvar överfördes till Skaraborgs regemente, som blev ett A-förband (försvarsområdesregemente).

### 1974 års regeringsform
I samband med att 1974 års regeringsform trädde i kraft den 1 januari 1975, ändrades namnet från Kungliga Göta trängregemente till enbart Göta trängregemente. Samtidigt fråntogs Konungen den formella rollen som högste befälhavare för krigsmakten, vilket även kom att gälla rollen som förbandschef över gardesförbanden. Från den 1 januari 1975 blev monarken istället hederschef över gardesförbanden.

### Försvarsbesluten
Inför Kungl, Maj:ts proposition 1974:135 hade Försvarets fredsorganisationsutredning (FFU) lämnade i december 1972 ett delbetänkande, gällande vissa ändringar av arméns fredsorganisation. Bland annat föreslog en avveckling av Göta trängregemente (T 2), och att Arméns underhållsskola (US) skulle omlokaliseras till Hässleholms garnison. I oktober 1973 överlämnade arméchefen Carl Eric Almgren sin fredsorganisationsplan för armén, där bland annat Göta trängregemente och Arméns underhållsskola föreslogs att samlokaliseras med Skaraborgs regemente. I proposition 1974:135, vilken offentliggjordes den 25 oktober 1974, kom FFU att dela Arméchefens förslag med att samlokalisera Göta trängregemente med Skaraborgs regemente. Någon samlokalisering blev dock aldrig verklig, men inför försvarsbeslutet 1982 föreslog överbefälhavaren Lennart Ljung att samlokalisera Göta trängregemente med Skaraborgs regemente. Göta trängregemente skulle då överta det kasernetablissemang som Livregementets husarer föreslogs lämna, för att omlokaliseras till Karlsborgs garnison. Regeringen instämde med förslaget och i propositionen 1981/82:102 föreslogs att Göta trängregemente, Arméns underhållsskola (US) och TrängOHS samlokaliseras enligt överbefälhavarens förslag senast 1987 inom garnisonen med Skaraborgs regemente, varvid en del av Skaraborgs regementes och hela Livregementets husarers kasernetablissemang skulle tas i anspråk. Därmed kunde Göta trängregementes kasernetablissemang på Högskolevägen (tidigare Mariestadsvägen och Rekrytvägen) avvecklas. Den 1 juli 1984 flyttade Göta trängregemente in i kavallerikasernen på Heden i Skövde.
Genom försvarsbeslutet 1992 kom samtliga utbildningsregementen som ej uppsatte ett krigsförband i regementsstorlek, ej heller benämnas som regemente. Detta då regeringen ansåg att grundorganisationen skulle spegla krigsorganisationen. I samband med detta reducerades regementet den 1 juli 1994 till kår och återfick sitt gamla namn Göta trängkår (T 2).

### Solitären inom truppslaget
Inför försvarsbeslutet 2000 stod det klart att en av de två trängkårerna, Göta trängkår (T 2) och Norrlands trängkår (T 3), skulle avvecklas. Regeringen ansåg att trängkåren i Skövde hade bäst förutsättningar till att utvecklas till en försvarsmaktsgemensam huvudenhet för underhållstjänst. Detta dels på grund av att regeringen även föreslog en avveckling av Västernorrlands regemente (I 21) samt Ångermanlandsbrigaden (NB 21) vilket då skulle lämna Norrlands trängkår ensamt inom Sollefteå garnison. Till Göta trängkårs fördel ansåg regeringen närheten inom garnisonen till mekaniserade förband, militärområdesverkstaden, mekanikerskola samt närhet till Försvarsmedicincentrum samt ett flertal större sjukhus. Dock ansåg regeringen att det borde finnas underhållsutbildning med vinterutbildning i norra Sverige vilken då skulle förläggas till Östersunds garnison och samlokaliserades med Arméns tekniska skola (ATS) och Motorskolan (MS). Genom den förändringen som riksdagen beslutade om kom Norrlands trängkår (T 3) att avvecklas den 30 juni 2000 som självständigt förband. För istället att från den 1 juli 2000 uppgå som en utbildningsbataljon under namnet Norrlands trängbataljon (Trängbat/I 5) i Jämtlands fältjägarregemente (I 5). Samtidigt återfick Göta trängkår regementsstatus och erhölls från den 1 juli 2000 namnet Göta trängregemente (T 2).
Genom försvarsbeslutet 2004 beslutade riksdagen bland annat om att Jämtlands fältjägarregemente samt Norrlands trängbataljon skulle avvecklas den 31 december 2004. Med bakgrund till det beslutet blev Göta trängregemente från den 1 januari 2005 det enda kvarvarande trängförbandet inom truppslaget. Den 1 januari 2007 namnändrades regementet till Trängregementet för att markera att förbandet blev ett försvarsmaktsgemensamt förband med uppgifter att förutom armén även stödja marinen och flygvapnet. Den 28 januari 2019 återgick Trängregementet till armén efter att chefen för Försvarsmaktens logistik, brigadgeneral Michael Nilsson, överlämnade Trängregementet till arméchefen Karl Engelbrektson vid en högtidlig ceremoni vid Trängregementet i Skövde.
Den 26 februari 2021 presenterade Försvarsmakten sitt budgetunderlag för 2022, där Försvarsmakten bland annat föreslog att Trängregementet (TrängR) skulle byta namn till Göta Trängregemente (T 2). Detta mot bakgrund av att regementet sedan 2019 övergått från ett försvarsmaktsgemensamt regemente till ett arméregemente. Den 12 november 2021 antogs namnet Göta trängregemente, vilket kommer firas med en ceremoni i samband med Garnisonsdagen våren 2022 på Skövde garnison. Genom att Elisabeth Skoglund tillträdde som chef den 13 december 2021, blev hon samtidigt sedan 1998 den första chefen för regementet med en bakgrund från trängtrupperna.

## Verksamhet

### Utbildningskompanier

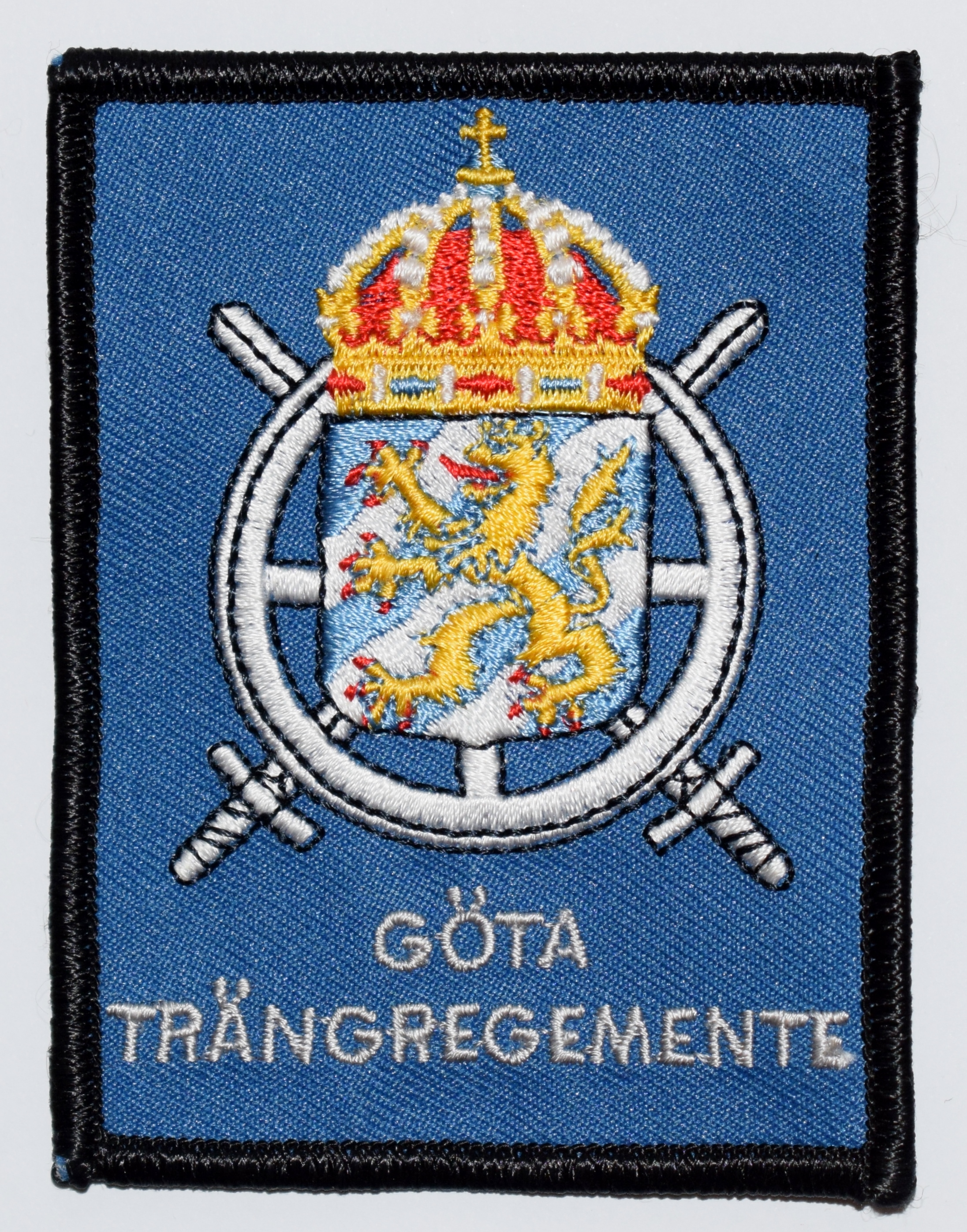
Tilläggstecken för Göta trängregemente (T 2). Togs i bruk under tidigt 1980-tal och användes fram till den 30 juni 1994.

- 1. kompaniet/Karlsborg kompani/Blå: Grundutbildningskompani inom förnödenhetsförsörjning, underhåll och teknisk tjänst. Grundutbildar värnpliktiga till förnödenhetskompanier, underhållskompanier och delar av ledningskompanier.
- 2. kompaniet/Karstorp kompani/Svart: Anställda soldater ingående i 4. brigadunderhållsbataljonen samt 1. trafik och transportledningskompaniet.
- 3. kompaniet/Marieberg kompani/Gul: Vilande
- 4. kompaniet/Nora kompani/Röd: Grundutbildningskompani inom sjukvård, sjuktransport och stab- och tross. Grundutbildar värnpliktiga till sjukvårdskompanier, sjuktransportkompanier och delar av ledningskompanier.
- 5. kompaniet/Alfhem kompani/Grön: Grundutbildningskompani inom ledning, närskydd, pionjär, trafik- och transportledning samt grundutbildning av PB-elever. Grundutbildar plutonsbefäl till samtliga grundutbildningskompanier.
- 7. kompaniet/Segerstorp kompani/Silver: Kadettkompani vid Försvarsmaktens logistik och motorskola (LogS)

## Ingående enheter

### Trängbataljonen
Bataljonen ansvarar för att grundutbilda värnpliktiga till regementets krigsförband samt att vidmakthålla och utveckla fast anställda kompanier vid regementets krigsförband. Trängbataljonen består av cirka 110 yrkesofficerare och övriga befäl, 10 civilanställda, 400 värnpliktiga samt 140 fast anställda soldater. Bataljonen indelas 2023 i bataljonsstab, tre grundutbildningskompanier (Karlsborgs kompani, Nora kompani samt Alfhem kompani) samt ett kompani med fast anställda soldater (Karstorp kompani).

### 1.logistikbataljonen
1. logistikbataljonen (1. logbat) bildades 2010 och är ett krigsförband ingående i Skaraborgsbrigaden (MekB 4). Från 2023 benämns även bataljonen 4. brigadunderhållsbataljonen. Bataljonen (arméorganisation,2025) består av bataljonsstaben, ledningskompani försörjningskompani, underhållskompani, sjukvårdskompani, sjuktransportkompani samt brigreparationskompani (som Skaraborgs regemente ansvarar för). Bataljonen är en vital del för brigadens uthållighet och ansvarar för logistiken på stridsfältsnivå genom att understödja brigadens ingående förband med underhållstjänst (förnödenhetsförsörjning & teknisk tjänst), sjukvårdstjänst samt transporttjänst.

### 2.logistikbataljonen
2. logistikbataljonen (2. logbat) bildades 2010 och är ett krigsförband ingående i Norrbottensbrigaden (NMekB 19). Från 2023 benämns även bataljonen 19. brigadunderhållsbataljonen. Bataljonen (arméorganisation,2025) består av bataljonsstaben, ledningskompani försörjningskompani, underhållskompani, sjukvårdskompani, sjuktransportkompani samt brigreparationskompani (som Norrbottens regemente ansvarar för). Bataljonen är en vital del för brigadens uthållighet och ansvarar för logistiken på stridsfältsnivå genom att understödja brigadens ingående förband med underhållstjänst (förnödenhetsförsörjning & teknisk tjänst), sjukvårdstjänst samt transporttjänst. Bataljonens motto är "vi viker inte".

### 1.trafik och transportledningskompaniet
1. trafik och transportledningskompaniet, tidigare Movements and Control (MOVCON), är ett krigsförband som sätts upp av och är placerat på Göta trängregemente, men är ett fristående och försvarsmaktsgemensamt kompani under insatsstaben (så kallat operativt förband). Kompaniet består av kompaniledning, trafikledningspluton, transportledningspluton och transportledningsstab. Kompaniet har både kontrakterad och tidvis tjänstgörande personal. I transportledningsstaben ingår en transportledningssektion och två sjuktransportledningssektioner. Transportledningsstaben planerar och leder alla större förflyttningar av förband vid övningar och operationer. Sjuktransportledningssektionerna är självständiga enheter som underställs högre stab, till exempel militärregionsstaberna eller divisionsstaben.

### Försvarsmaktens logistik och motorskola
Försvarsmaktens logistik och motorskola (LogS) är en fack- och funktionsskola som verkat sedan 2006. Försvarsmaktens logistik och motorskola är ett så kallat försvarsmaktsgemensamt förband, och har bland annat i uppgift att utbilda yrkes - och reservofficerare samt blivande yrkesofficerare inom logistik.

## Tidigare ingående enheter

### Arméns motorskola
Arméns motorskola (MotorS) var en truppslagsgemensam fack- och funktionsskola inom svenska armén som verkade i olika former åren 1944–1991 och 1999–2006. Skolan var ursprungligen en del av Södermanlands regemente (P 10) i Strängnäs garnison. Åren 1991–1998 var skolan en del av Arméns underhålls- och motorskola i Skövde garnison. Åren 1999–2005 var skolan lokaliserad till Östersunds garnison och var en del av Arméns tekniska skola (ATS). Från 2006 lokaliserades skolan till Skövde och blev en del av Trängregementet. Från 2007 är skolan en del av Försvarsmaktens logistik och motorskola.

### Göta trängregementes detachement i Nora
Göta trängregementes detachement i Nora (T 2 N) var ett detachement i Nora som bildades den 1 april 1945. Ursprungligen bestod detachementet av ett sjukvårdskompani, år 1946 utökades detachementet med ett ytterligare kompani. År 1952 upplöstes detachementet och övergick till en mobiliseringscentral, vilken verkade fram fram till 1957. Sedan den 4 maj 1991 är 4. kompaniet, även kallat Nora kompani, arvtagare till Göta trängregementes kompani i Nora.

## Förläggningar och övningsplatser
När förbandet bildades 1891 övertogs förläggningen från Trängbataljonen i Marieberg, Stockholm. Genom det dagsnälltåg som avgick från Stockholm den 12 maj 1892 förflyttades bataljonen till Karlsborg. I Karlsborg förlades bataljonen till den östra delen av slutvärnet, där man både hade sitt kansli och förläggning fram till den 1 oktober 1905. Dock hade man redan den 26 september 1905 haft en ceremoniell avmarsch mot Skövde, som blev förbandet nästa förläggningsort. I Skövde förlades förbandet till ett nytt uppfört kasernområde på Mariestadsvägen (sedan 1986 känt som Högskolevägen). Den 1 juli 1984 omlokaliserades förbandet inom Skövde, då man övertog kavallerikasernen på Heden, detta i samband med att Livregementets husarer omlokaliserades till Karlsborgs garnison.

## Heraldik och traditioner
Sedan den 1 januari 1998 förvaltas traditionsansvaret för Svea trängkår och från den 1 juli 2000 förs även dess fana som en traditionsfana. Sedan 1 januari 2005 förvaltas även traditionerna för Norrlands trängkår (T 3), samt Skånska trängbataljonen (T 4). Regementet bevarar även minnet över Västmanlands trängkår (T 5) och Östgöta trängkår (T 6).

### Förbandsfanor
Förbanden inom trängtrupperna saknade till en början en egen fana. Men vid trängtruppernas 50-årsjubileum söndagen den 1 september 1935, överlämnade chefen för Västra arméfördelningen, generalmajor Lennart Lilliehöök, en fana till Göta trängkår. Samtidigt som Mats Ström tillträdde som regementschef den 10 september 2007 erhöll Trängregementet även en ny fana. 

### Minnesstenar
Göta trängregemente har fem minnesstenar resta på olika ställen i Sverige. Minnessten, den så kallade Mariebergsstenen i Marieberg, Stockholm. I Karlsborgs fästning vid östra slutvärnet. Vid det före detta kasernetablissement på Norrmalm. I Karstorp i norra Skövde. I Hagby i östra Nora.

### Utmärkelsetecken
År 2007 instiftades även Trängregementets (TrängR) förtjänstmedalj i guld (TrängRgm) och i silver (TrängRsm).

## Förbandschefer
Verksamma bataljon-, kår- och regementschefer sedan 1891.

- 1891–1893: Axel Oscar Ephraim Mattson
- 1893–1894: Ivar Virgin
- 1894–1908: Svante Falk
- 1908–1918: Eduard Kraak
- 1918–1924: Richard Theodor Berg
- 1924–1927: Karl Erik Erhardt
- 1928–1934: Gustaf Axel Smith
- 1934–1939: Arvid Johan Fredrik Holmberg
- 1939–1942: Karl Gottfrid Björck
- 1942–1948: Johan Gustaf Thorgny Unge
- 1948–1952: Sten Camitz
- 1952–1961: Bror Sandberg
- 1961–1962: Gösta Schyllander [e]
- 1962–1964: Fritz Magnus Sommar Bruzelius
- 1964–1967: Bo Knut Erik Lüning
- 1967–1968: Kjell Nordström
- 1968–1979: Gunnar Wikland
- 1979–1986: Yngve Ekman
- 1986–1987: Erik Rossander
- 1987–1992: Tord Björkman
- 1993–1998: Nils Smith
- 1998–2004: Jan Persson
- 2004–2007: Krister Edvardson
- 2007–2011: Mats Ström
- 2011–2015: Lennart Thomsen [f]
- 2015–2019: Patric Hjorth [g]
- 2019–2021: Per Nilsson [h]
- 2021–2025: Elisabeth Skoglund [i]
- 2025–20xx: Markus Gannerud [j]

## Namn, beteckning och förläggningsort
| Kungl Göta trängbataljon   | 1891-04-01 | – | 1901-12-31 |
| Kungl Första Göta trängkår | 1902-01-01 | – | 1904-12-07 |
| Kungl Göta trängkår        | 1904-12-08 | – | 1949-06-30 |
| Kungl Göta trängregemente  | 1949-07-01 | – | 1974-12-31 |
| Göta trängregemente        | 1975-01-01 | – | 1994-06-30 |
| Göta trängkår              | 1994-07-01 | – | 2000-06-30 |
| Göta trängregemente        | 2000-07-01 | – | 2006-12-31 |
| Trängregementet            | 2007-01-01 | – | 2021-11-11 |
| Göta trängregemente        | 2021-11-12 | – |            |

| № 2    | 1891-04-01 | – | 1914-09-30 |
| T 2    | 1914-10-01 | – | 2006-12-31 |
| TrängR | 2007-01-01 | – | 2021-11-11 |
| T 2    | 2021-11-12 | – |            |

| Stockholms garnison (F) | 1891-04-01 | – | 1892-05-12 |
| Karlsborgs garnison (F) | 1892-05-13 | – | 1905-09-27 |
| Skövde garnison (F)     | 1905-09-28 | – |            |

## Galleri

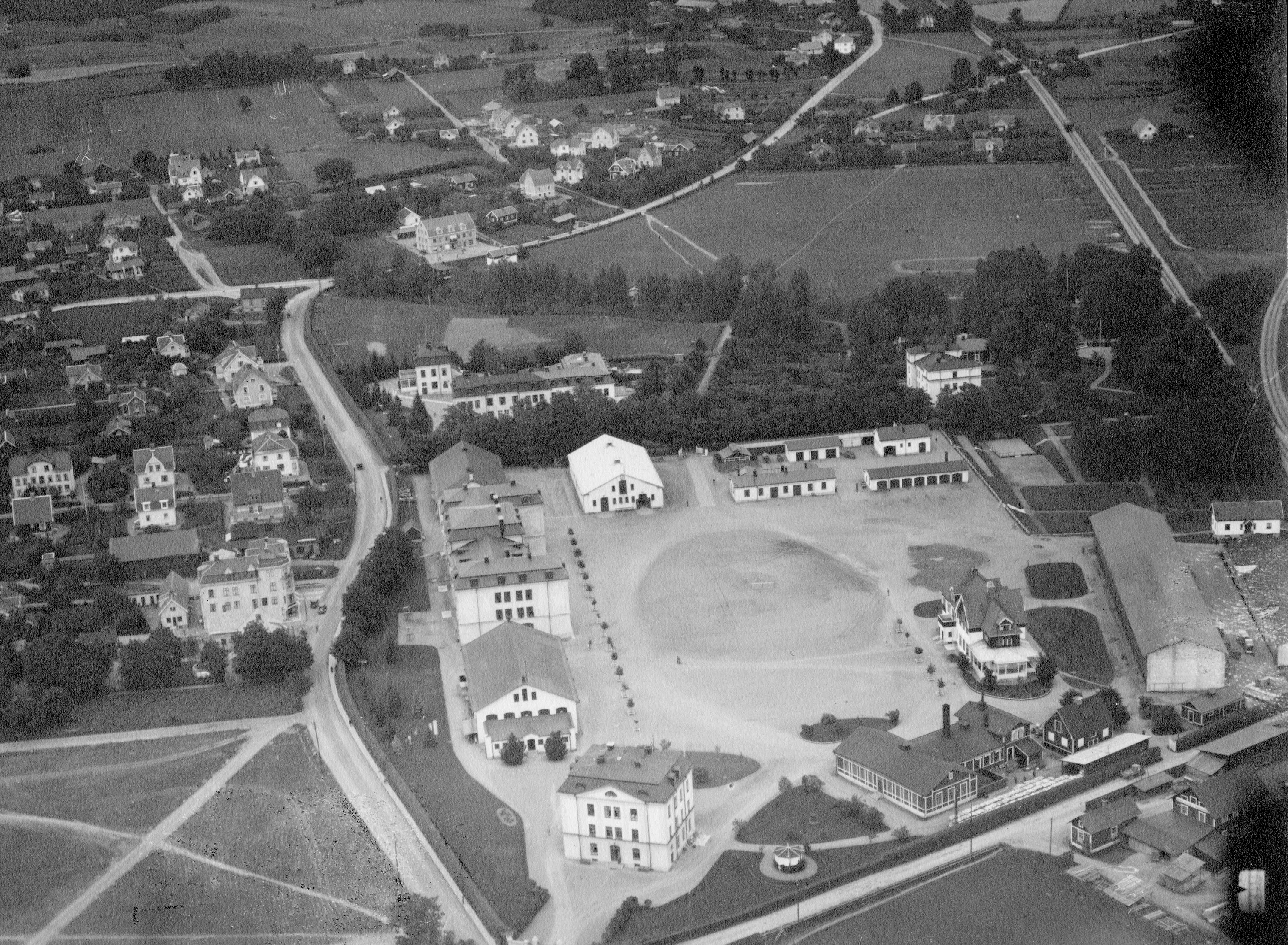
Flygbild över regementets före detta kasernetablissement på Norrmalm i Skövde.
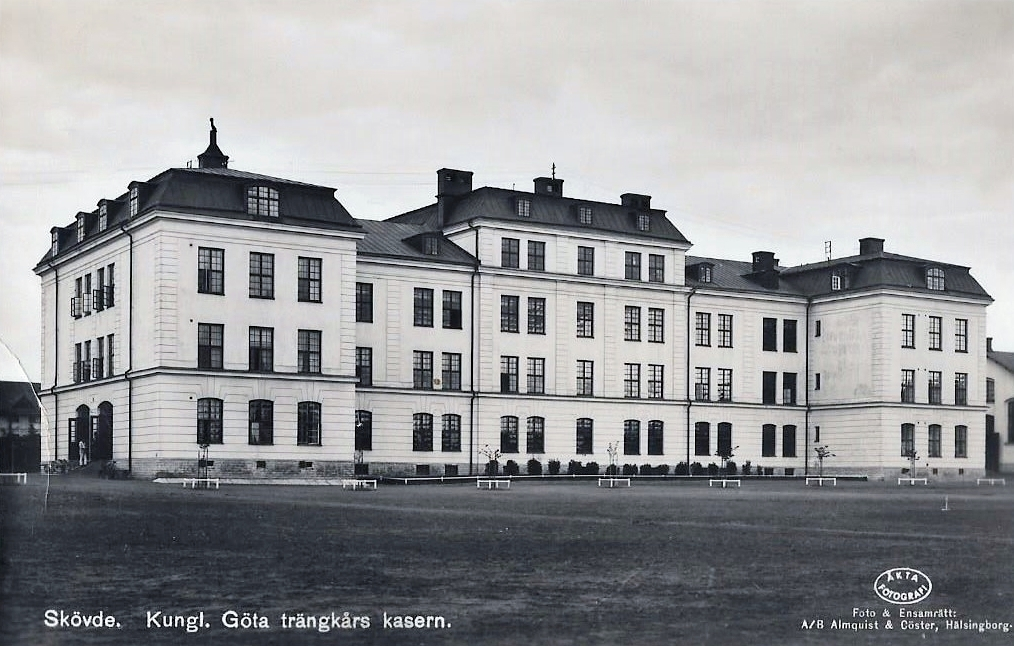
Trängkasernen vid Högskolevägen.
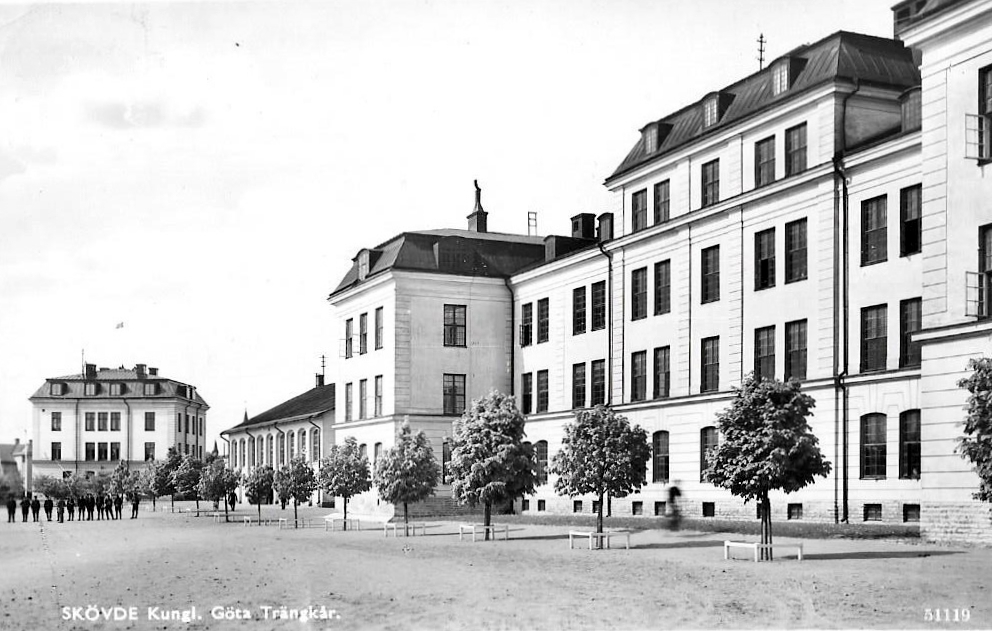
Trängkasernen med kanslihuset vid Högskolevägen
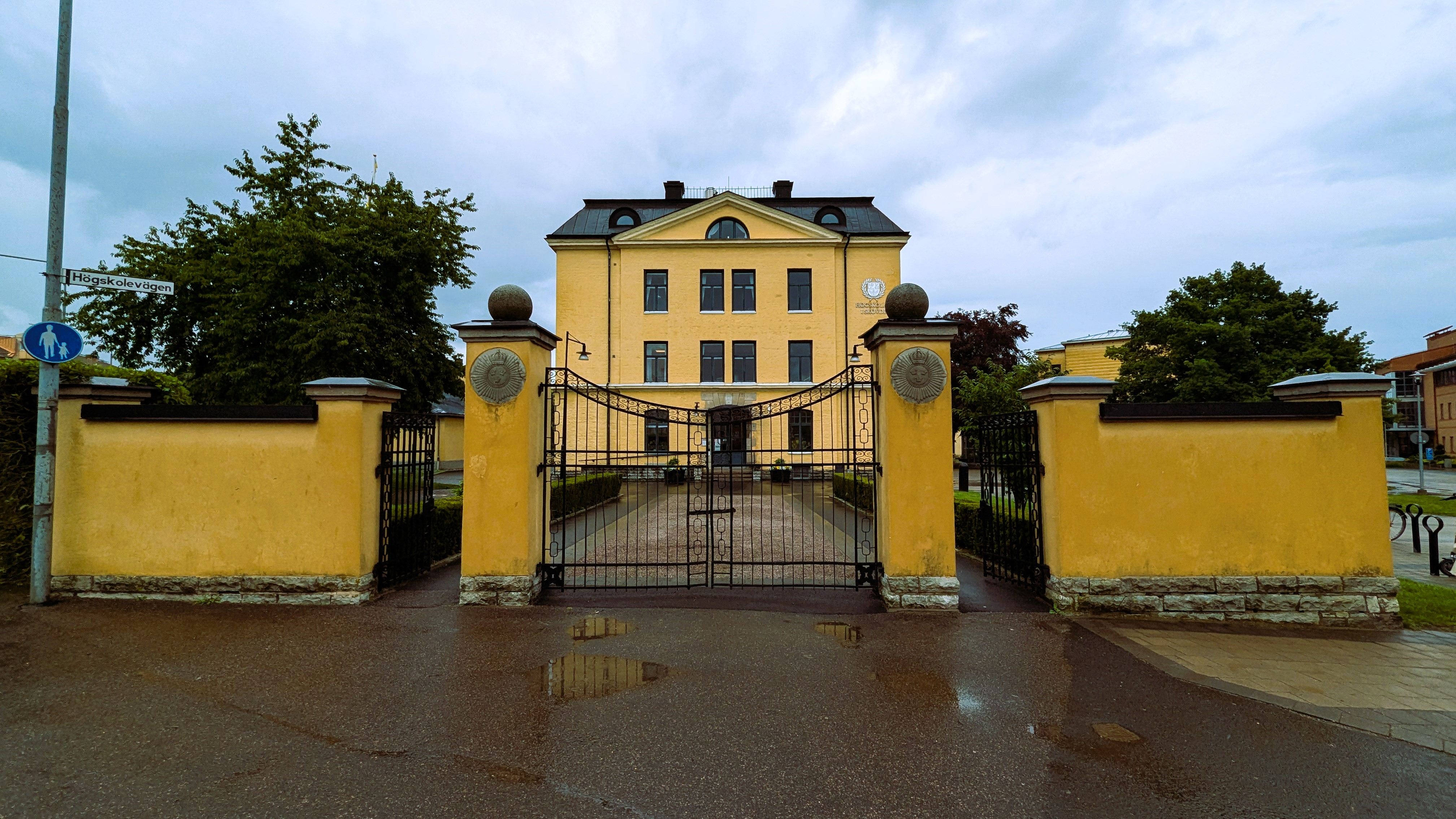
Tidigare kanslihus vid Högskolevägen.
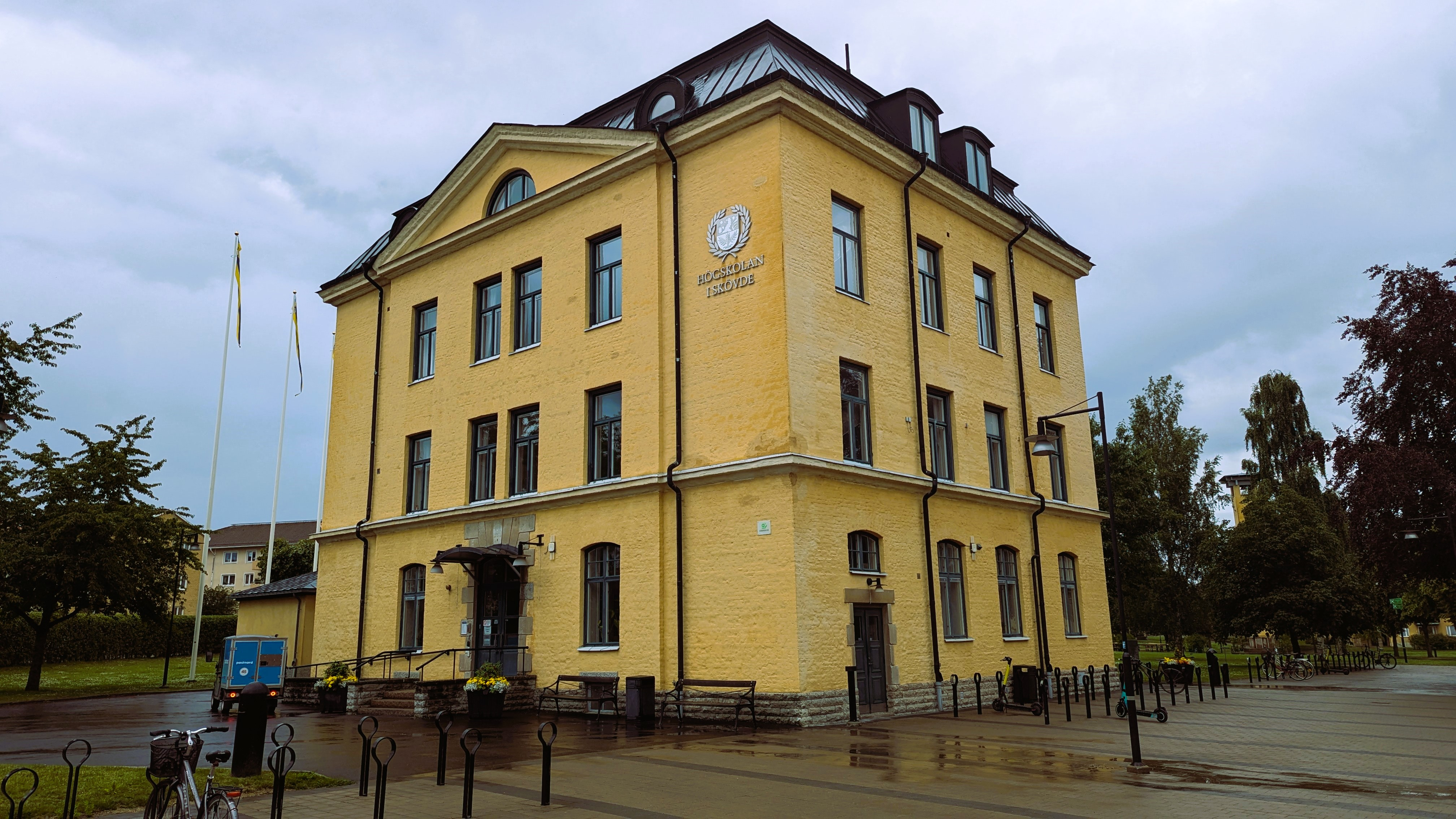
Tidigare kanslihus vid Högskolevägen.
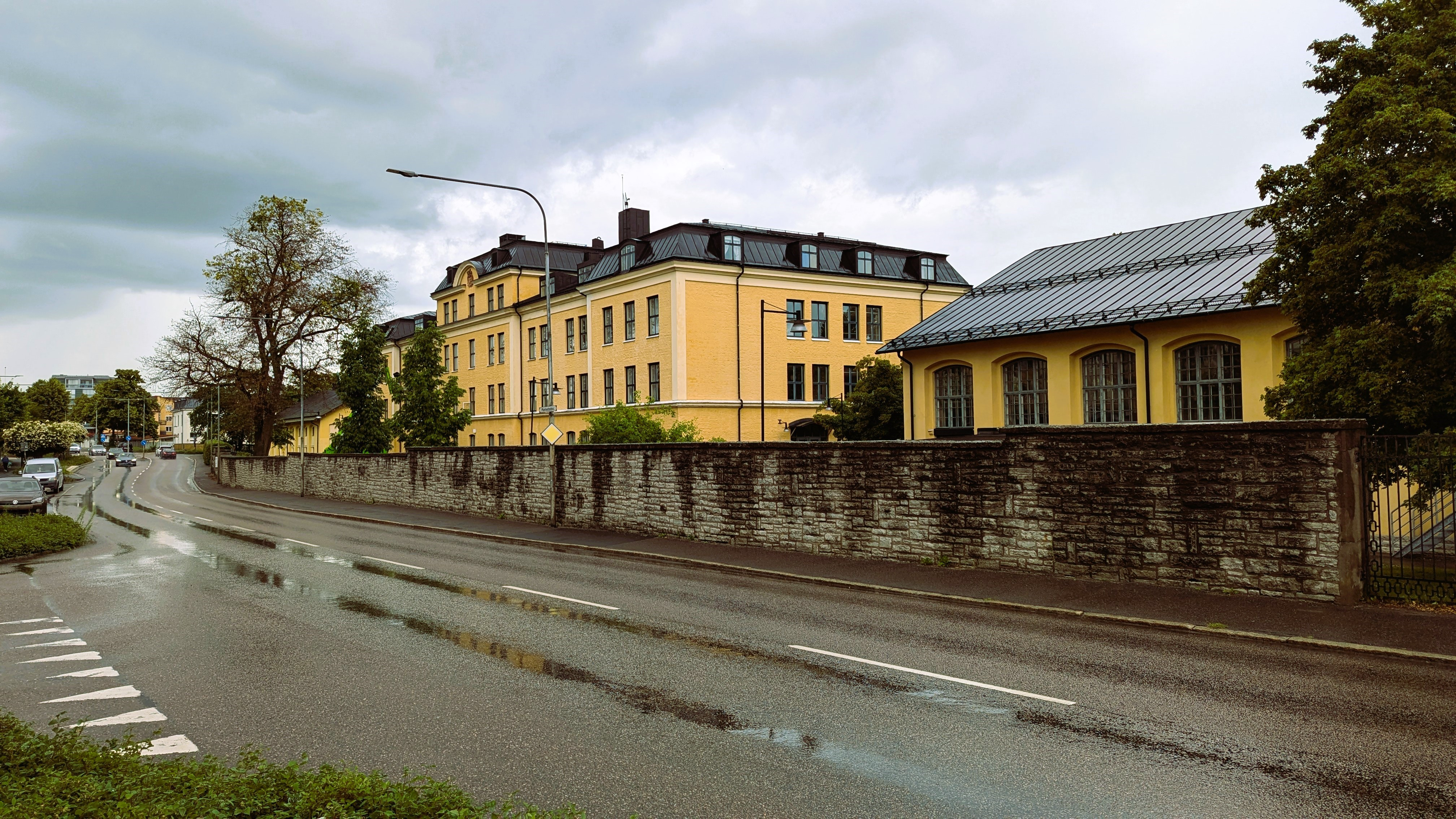
Tidigare huvudkasern vid Mariestadsvägen.
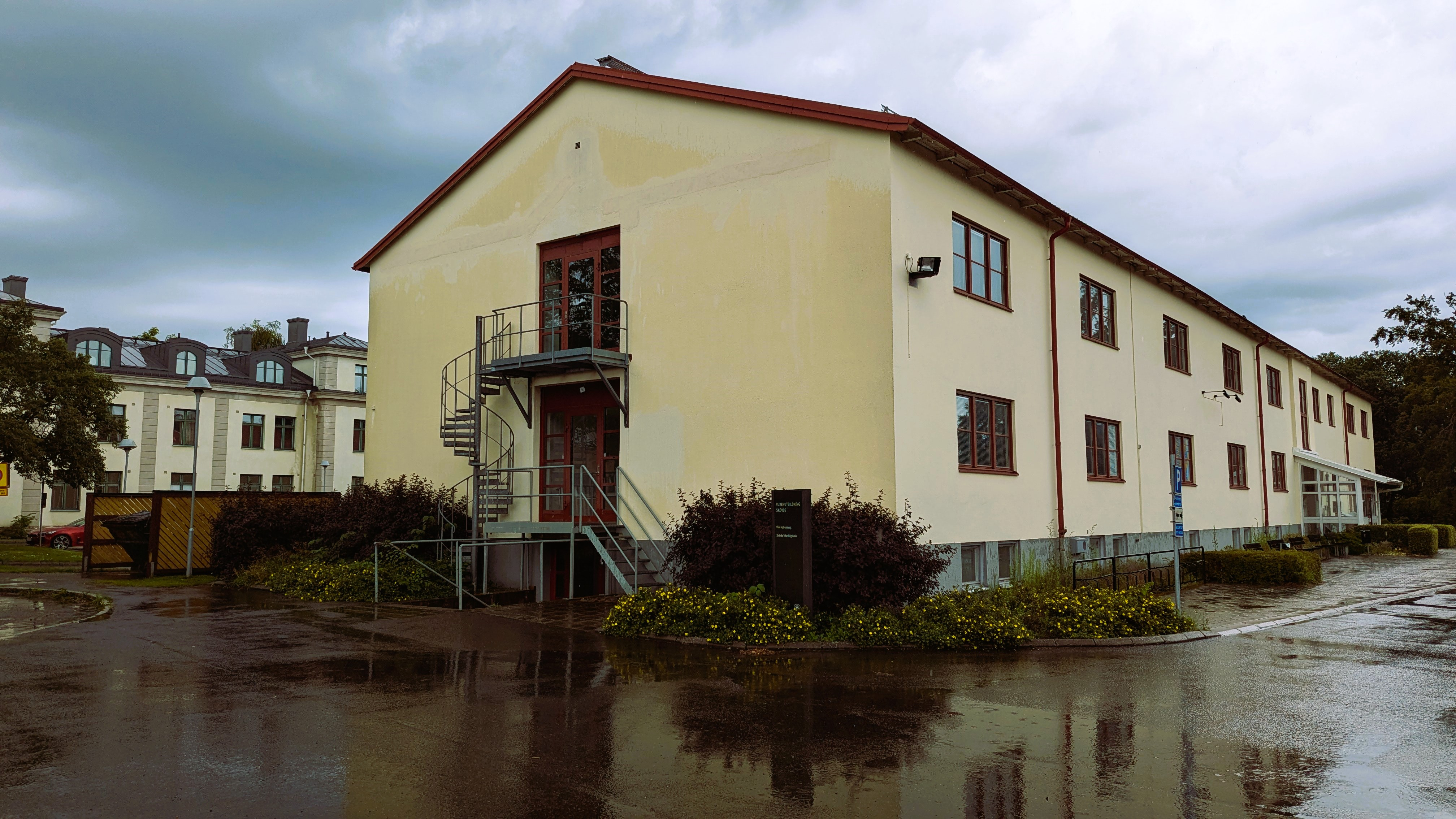
Tidigare kasern 3 vid Regementsgatan.
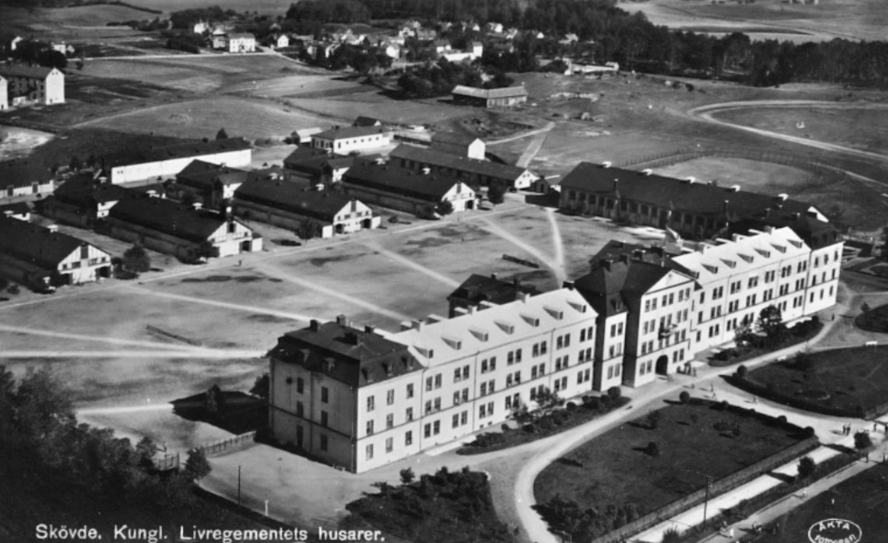
Kavallerikasernen på Heden, regementets kasern sedan 1984.
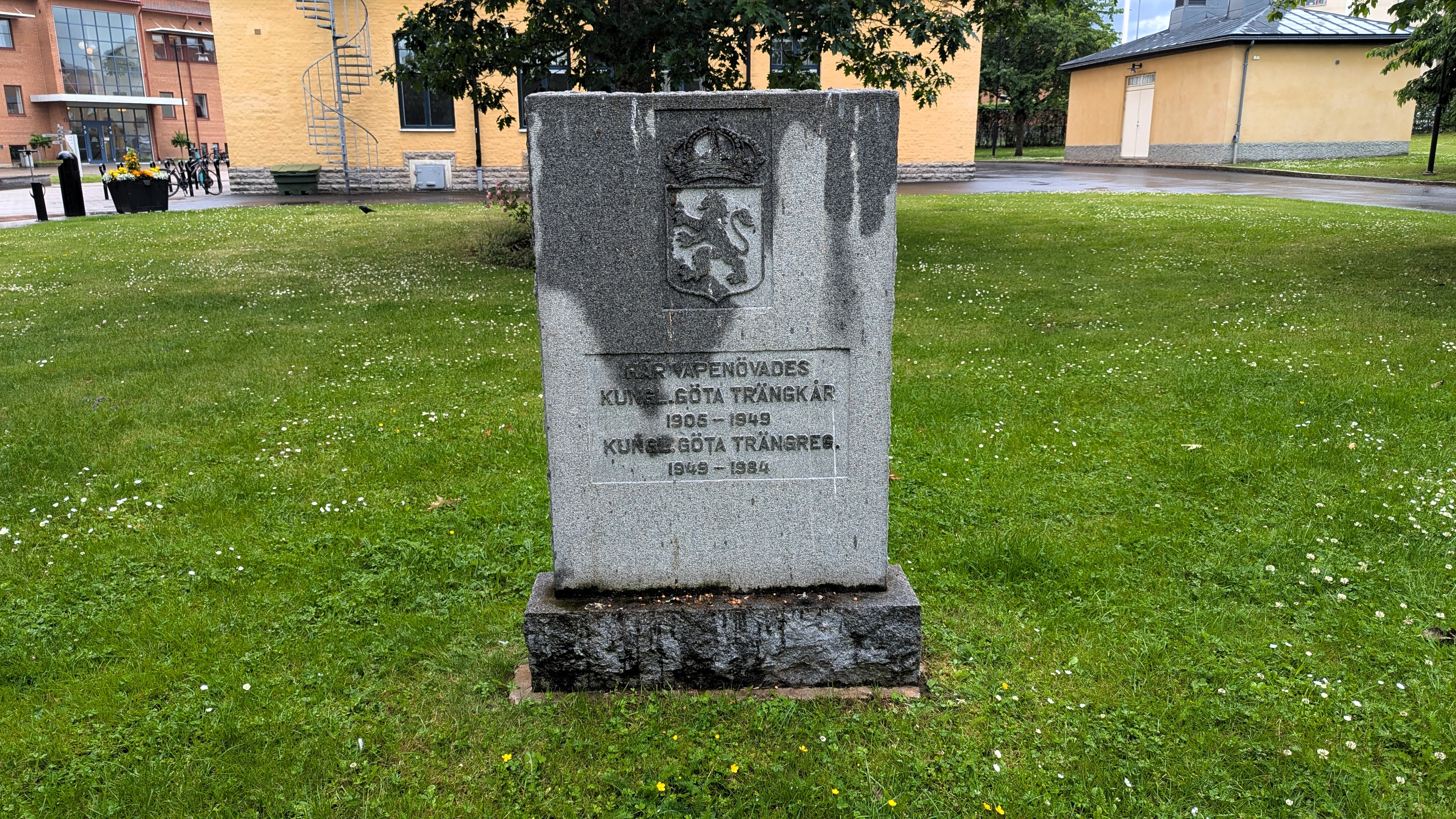
Minnessten över Göta trängregementes verksamhet på Norrmalm.
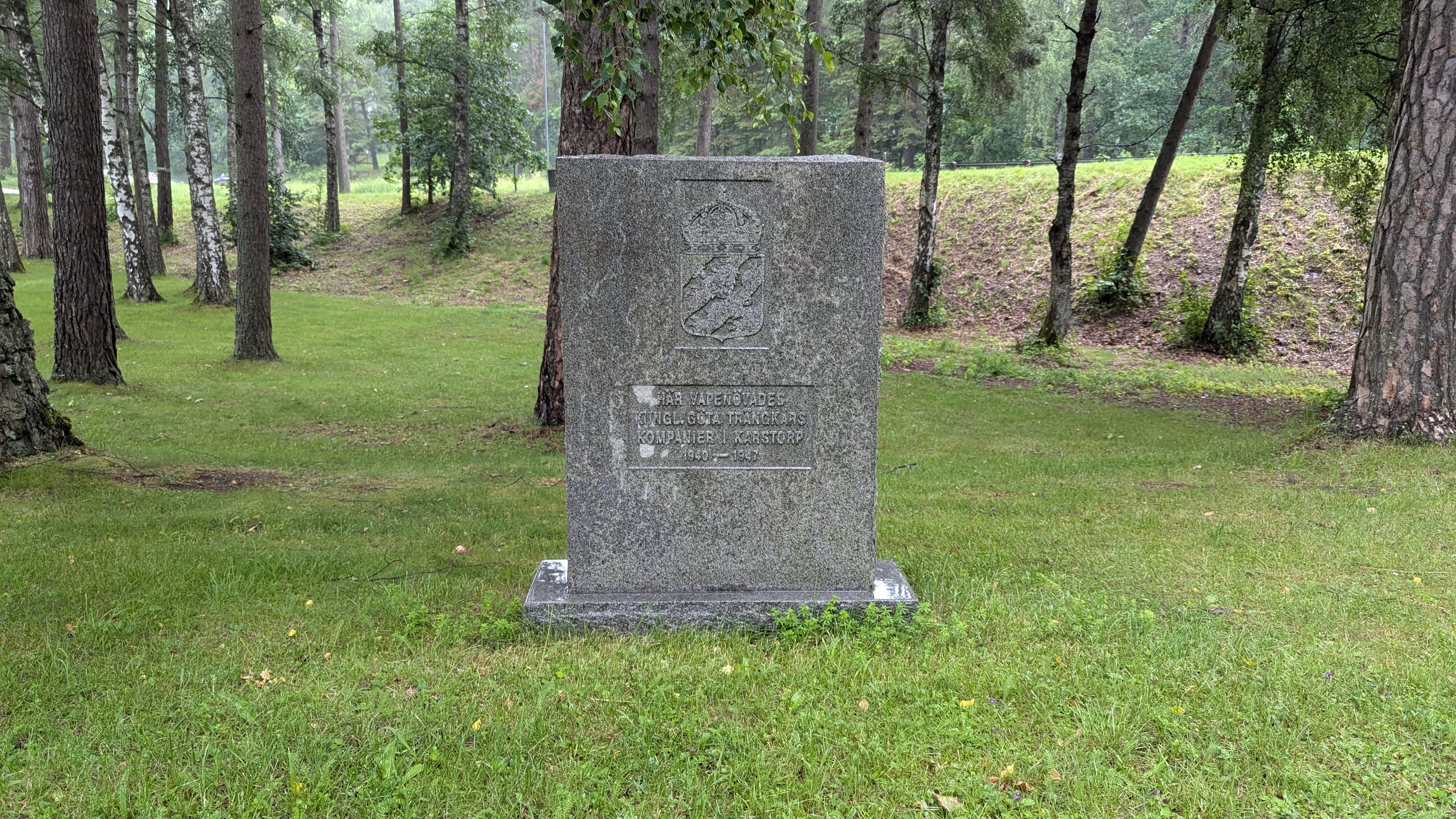
Minnessten över Göta trängregementes verksamhet i Karstorp.
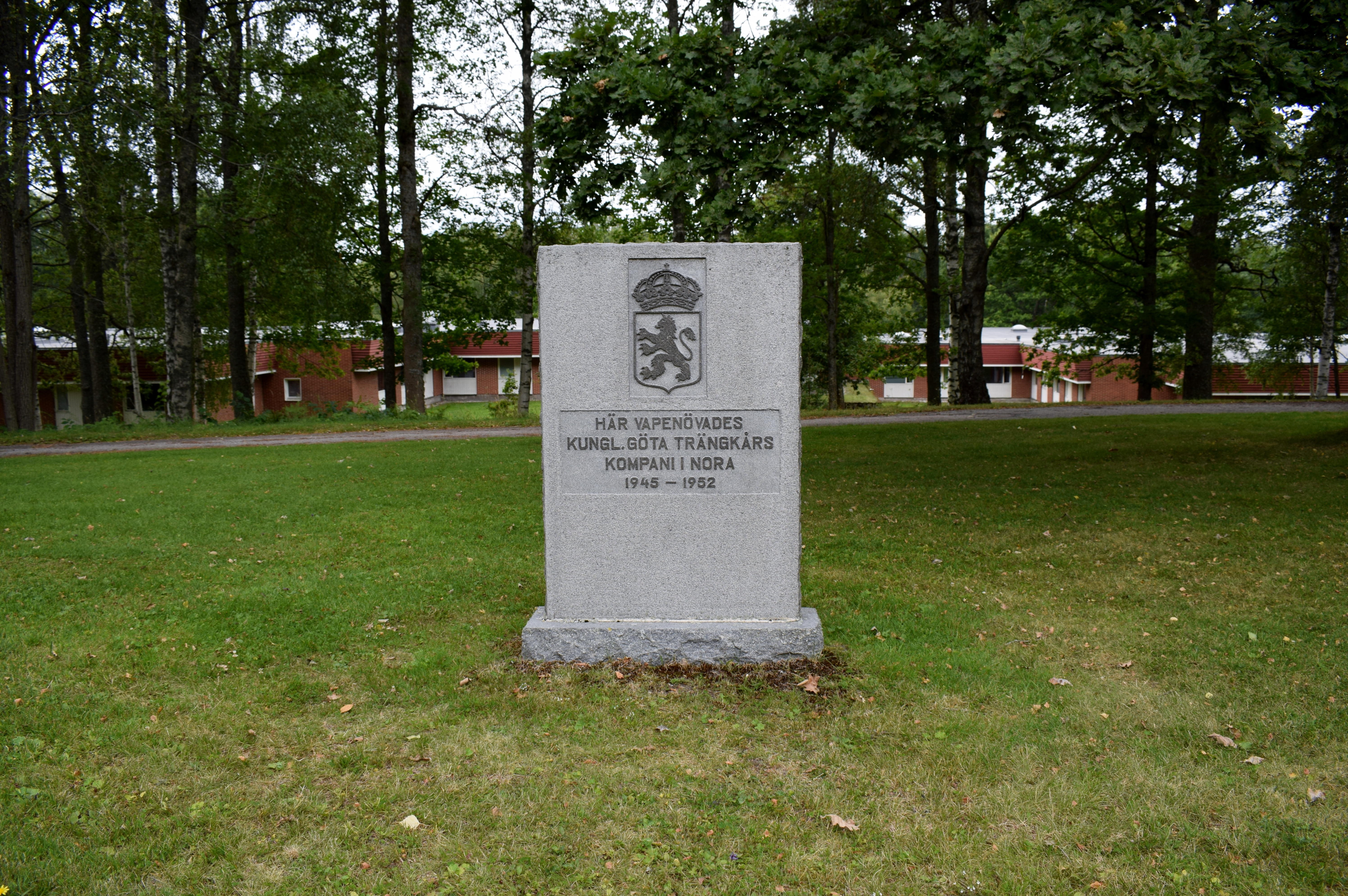
Minnessten över Göta trängregementes detachement i Nora.